# Mickie Most
Mickie Most (* 20. Juni 1938 als Michael Peter Hayes in Aldershot, England; † 30. Mai 2003 in London) war ein englischer Produzent, Schallplattenlabel-Inhaber und Musikverleger, der die Popmusik der 1960er und 1970er Jahre maßgeblich beeinflusst hat.

## Jugend
Er lebte mit drei Geschwistern in der britischen Garnisonsstadt Aldershot und verließ bereits im Alter von 15 Jahren die Schule. Schon damals interessierte er sich für die Musikindustrie, obwohl seine einzige Beziehung zur Musik der amerikanische Truppensender AFN war. In der Londoner U-Bahn brachte er sich selbst das Gitarrenspiel bei.

## Karriere als Interpret

Most Brothers - Whistle Bait

Zusammen mit Alex Murray gründete Most 1958 das Skiffle-Duo Most Brothers, das auch in der berühmten „The 2i’s Coffee Bar“ in Londons Soho auftreten durfte. Sie erhielten sogar einen Plattenvertrag mit Decca, dessen Ergebnis die nicht in die Hitparaden gelangten Singles Whistle Bait (November 1957), It Takes A Whole Lotta Lovin‘ to Keep My Baby Happy (März 1958) und Don’t Go Home (Juni 1958) gewesen waren. Zusammen mit Cliff Richard und den Kalin Twins tourten sie ab Oktober 1958 durch England, lösten sich bald danach jedoch wieder auf. Er behielt den Namen des Duos als seinen eigenen und nannte sich fortan Mickie Most.
Most lernte danach die Südafrikanerin Kristina Frisco kennen, die gerade in England Urlaub machte. Die Hochzeit mit ihr fand bereits nach der Auswanderung in deren Heimat statt. Hier gründete er in Johannesburg die Coverband Mickie Most & his Playboys (oder auch Minutemen), die amerikanische Rockhits nachspielte. Eine erste Aufnahmesession in Südafrika fand am 18. Mai 1959 statt, als die Single Give Me More / Rumours entstand. Bis 1962 feierten sie elf aufeinander folgende Tophits in der südafrikanischen Hitparade, von Most selbst produziert. Darunter befanden sich Mickie Most & the Playboys mit D In Love (1961) oder Ende 1962 die letzte Single Hamba Kahle Twist (isiZulu für „geh‘ sicher“).
Als Most Anfang 1963 nach England zurückkehrte, fand er dort eine etablierte Blues-Szene vor. Unter seinem Namen entstanden – regelmäßig mit dem jungen Jimmy Page an der Leadgitarre – die Aufnahmen Mister Porter / Yes Indeed I Do (12. Juni 1963; veröffentlicht im Juli 1963 und lediglich Rang 45 der britischen Charts), The Feminine Look / Shame on You Baby (aufgenommen am 25. September 1963), Sea Cruise / It’s a Little Bit Hot (13. Dezember 1963) und als Mickie Most & the Gear mit dem schnellen Rocker Money Honey / That’s Alright (20. März 1964). Die ehemaligen Erfolge in Südafrika wiederholten sich in seiner Heimat nicht; er beschloss, seine Plattenkarriere vorzeitig zu beenden.

## Karriere als Musikproduzent
Nach Star-Club-Auftritten in Hamburg kehrten die Animals im Januar 1964 nach Newcastle zurück. Hier wurden sie von Mickie Most im „Club A Go-Go“ entdeckt, wahrscheinlich als sie hier am 30. Dezember 1963 mit Sonny Boy Williamson auftraten. Most produzierte bereits am 22. Januar 1964 mit der Band die erste Aufnahmesession in den De Lane Lea Studios am Kingsway, aus der die Blues-Coverversionen Boom Boom, Talkin' 'Bout You, Blue Feeling und Dimples hervorgingen. Mit Hilfe dieses Konzepts, für die Animals reine Bluestitel zu produzieren, verschaffte Most der Gruppe klare Konturen, die sie von anderen Bands der British Invasion unterschied; denn die übrigen Bands konzentrierten sich auf Rock-’n’-Roll-Songs und Rhythm-and-Blues-Titel.
Bereits am 12. Februar 1964 standen sie erneut im Studio, wo diesmal auf Drängen des Produzenten das Blues-Cover Baby Let Me Take You Home entstand und zudem noch Gonna Send You Back To Walker (Cover von Timmy Shaws I’m Gonna Send You Back to Georgia (City Slick)), Blue Feeling, Baby What's Wrong und F-E-E-L auf Tonband festgehalten wurden. Im März wurde aus dem aufgenommenen Repertoire ihre erste Single Baby Let Me Take You Home / Gonna Send You Back To Walker veröffentlicht, die Rang 21 der britischen Hitparade erreichte.
Am 17. Mai 1964 unterbrachen die Animals eigens ihre Tournee in Liverpool, um am nächsten Tag erneut im Londoner Kingsway-Studio aufzunehmen. Most hatte die Studios für drei Stunden gebucht. Sie nahmen das auf ihren Tourneen oft präsentierte House of the Rising Sun auf, dessen derben Originaltext sie entschärft hatten. Produzent Most, der produktionstechnisch nichts zur Aufnahme beitragen konnte, wollte den auf Anhieb perfekt intonierten Titel nicht aufnehmen, aber er ließ sich widerwillig darauf ein. Die hohe Routine erleichterte die Aufnahme, denn nach einem Take war der Song bereits fertig. Nach einer halben Stunde verließen sie bereits wieder die Studios, sodass sie lediglich vier Pfund Studiokosten zu bezahlen hatten. Den vernachlässigbaren Produktionskosten standen die hohen Einnahmen eines Millionensellers von fünf Millionen Plattenumsatz gegenüber, der in den wichtigsten Hitparaden an Rang eins notiert wurde.
In der dritten Aufnahmesession am 31. Juli 1964 entstanden 15 Titel, von denen 12 auf der Debüt-LP The Animals erschienen, die im November 1964 auf den Markt kam. Die dritte Single I’m Crying aus der dritten Session gelangte bis auf Rang acht der britischen Hitparade. Im Mai 1965 wurde die zweite LP Animal Tracks veröffentlicht. Die letzte Aufnahmesession der Animals unter Regie von Mickie Most fand am 20. März 1965 statt, als unter anderem Bring It On Home To Me / For Miss Caulker entstanden, denn nach sieben Hitsingles und drei LPs beschloss Eric Burdon, sowohl Most als auch EMI zu verlassen. Bei der B-Seite dieser Single machte sich Most noch nicht einmal die Mühe, die deutlichen Gesangsfehler von Eric Burdon zu eliminieren.

## Weitere Gruppen
Mickie Most produzierte während der erfolgreichen Phase der Animals auch andere Bands. Inzwischen war für den 26. Juni 1964 ein Aufnahmetermin mit den Nashville Teens anberaumt, an dem unter Aufsicht von Most zusammen mit dem jungen Jimmy Page als Sessiongitarrist eine wilde Version von John D. Loudermilks sozialkritischem Song Tobacco Road entstand. Auch die am 9. Oktober 1964 produzierte Nachfolgesingle Google Eye wurde mit Page eingespielt und stammte aus der Feder von Loudermilk.
Wie die Animals so war auch das Quintett Herman’s Hermits bei Columbia Records unter Vertrag, nachdem es von Most 1964 in Bolton entdeckt und einen Plattenvertrag mit dem EMI-Tochterlabel vermittelt bekommen hatte. Gleich deren erste Single I’m Into Something Good, ausgesucht von Most, erreichte nach Veröffentlichung am 20. August 1964 den Status als Millionenseller, der dem Original von Earl Jean verwehrt blieb. Die Intonation eines leichten Pop war der Maßstab für die folgenden Singles der Gruppe. Dabei setzte Most trotz der fundierten Instrumentation durch die Band noch Sessionmusiker wie John Paul Jones oder Vic Flick ein. Auf der am 12. Februar 1965 entstandenen Nachfolgesingle Silhouettes / Can’t You Hear My Heartbeat ist wiederum Jimmy Page zu hören.
Erfolgreichstes Jahr für Herman’s Hermits war 1965, als die Gruppe innerhalb eines Jahres mit 10 Millionen Exemplaren mehr Platten umsetzte als die Beatles, insbesondere begünstigt durch die Erfolge in den USA. Mrs. Brown You’ve Got a Lovely Daughter vom 1. Dezember 1965 mit seinem Gitarren- und Banjo-Intro, dem deutlichen Manchester-Dialekt („Mancunian Accent“) kam nur in den USA an und hatte in Großbritannien kein Hitpotenzial, weltweit wurden hiervon 4 Millionen Exemplare verkauft. Im Gegensatz zu den Beatles präsentierten die Hermits keine Eigenkompositionen, sondern griffen auf Material überwiegend amerikanischer Pop-Autoren zurück. Zwischen 1964 und 1970 brachten sie 16 Singles in die Top 20. Bis Lady Barbara (RAK 106) produzierte Most 29 Singles und zahlreiche LPs mit der Gruppe. Außer bei I’m Into Something Good, Mrs. Brown und Henry VIIIth spielten bei Herman’s Hermits Sessionmusiker mit.
Auch The Yardbirds wurden von Most gezwungen, sich von Sessionmusikern aushelfen zu lassen. Most musste sich die Produzentenrolle zunächst mit Yardbirds-Manager und Inhaber des berühmten Londoner Crawdaddy Clubs, Giorgio Gomelsky, teilen. Der erste Aufnahmetermin von Most für die Yardbirds fand am 5. März 1967 für die Single Little Games statt. Beim gleichnamigen Album (aufgenommen zwischen dem 28. April 1967 und 3. Mai 1967) halfen Nicky Hopkins (Keyboards) und John Paul Jones (Bass) aus, es konnte jedoch nicht mehr an alte Erfolge anknüpfen. Most schaffte es nicht mehr, die Gruppe zum Erfolg zurückzubringen. Auch die im Oktober 1967 veröffentlichte Harry-Nilsson-Komposition Ten Little Indians wurde zum Flop. Die Yardbirds setzten zwar erfolgreich ihre Touren in der ganzen Welt fort, landeten aber keine Hits mehr und lösten sich im Juli 1968 auf.

## Solisten
Am 28. August 1964 entstand Is It True für die erfolggewöhnte amerikanische Sängerin Brenda Lee. Zu jener Zeit schloss EMI mit Most einen Kooperationsvertrag, als George Martin und andere bei EMI angestellte Produzenten das Label verließen, um unabhängig zu arbeiten. Der Vertrag betraf jedoch lediglich die Produktionsarbeit für die EMI-Plattenlabels, ansonsten blieb Most weiterhin unabhängiger Produzent.
Donovan trat im Januar 1965 erstmals auf und verkörperte das Image des britischen Bob Dylan. Musikalisch präsentierte er zunächst Folk-Musik, wie etwa sein erster Hit Catch the Wind (aufgenommen am 12. März 1965), der von Terry Kennedy/Peter Eden/Geoff Stephens für Pye Records produziert wurde und sich 200.000 Mal verkaufte. Als im November 1965 der umstrittene US-Manager Allen Klein Donovans Management übernimmt, tauscht er Donovans bisherige Produzenten Terry Kennedy/Peter Eden/Geoff Stephens gegen Most aus, was zunächst noch bestritten wurde. Most war zwar ein unabhängiger Produzent, doch besaß er einen Produktionsvertrag mit EMI, sodass bei Pye Records zunächst vertragliche Schwierigkeiten mit dem neuen Produzenten bestanden. Als am 19. Dezember 1965 Mickie Most mit Donovan und Jimmy Page als Sessiongitarrist in den Abbey Road Studios Sunshine Superman innerhalb von drei Stunden produziert, wird die für Januar 1966 geplante Veröffentlichung von Pye Records zunächst verschoben. Das Label plünderte stattdessen ab Februar 1966 die Archive von alten Donovan-Aufnahmen. Erst am 23. Juli 1965 waren die vertraglichen Probleme beseitigt, sodass noch im Juli 1965 Sunshine Superman zunächst in den USA veröffentlicht wurde, die dort bereits im September 1965 eine Goldene Schallplatte erhielt. Es dauerte noch bis zum 14. November 1966, bis Sunshine Superman auch in Großbritannien erschien. Dabei bedeutete der Titel den künstlerischen Wendepunkt für Donovan. Er bestand aus Verfremdungseffekten des frühen Psychedelic Rock, Jazz-Elementen, verbreitete durch Sitar und Tambur eine mystische Trance-Atmosphäre und wurde in der Abbey Road aufgenommen, alle bisherigen Aufnahmen Donovans entstanden in den Peer Music Studios in Londons Denmark Street.
Alle nachfolgenden Singles wichen erheblich von den ursprünglichen Folk-Balladen ab, die Donovan zuvor herausgebracht hatte. Hurdy Gurdy Man (21. Mai 1968) mit dem Bassisten John Paul Jones war wiederum eine psychedelisch produzierte Single, diesmal in den Londoner CBS-Studios aufgenommen.
Der Schwerpunkt lag bei Donovan auf LPs, obwohl Most ein Singles-orientierter Produzent war, sodass LPs wie Sunshine Superman (veröffentlicht im September 1966 in den USA, erst Juni 1967 Großbritannien), Mellow Yellow (März 1967), Wear Your Love Like Heaven (Dezember 1967), A Gift From A Flower to A Garden (Dezember 1967 USA, 16. April 1968 GB), Hurdy Gurdy Man (Oktober 1968), Barabajagal (11. August 1969) und später Cosmic Wheels (März 1973) eine musikologisch höhere Bedeutung zukommt.
Für Jeff Beck produzierte Most den Titel Hi Ho Silver Lining (aufgenommen am 10. März 1967) wiederum mit Jimmy Page, bevor er die Produzentenrolle für Lulu übernahm. Diese war im April 1967 zu Columbia Records gewechselt, nachdem sie mit ihrer Begleitgruppe Luvvers bereits einige rockige Songs bei Decca herausgebracht hatte. Most produzierte alle Aufnahmen mit Lulu ab To Sir, With Love / Let’s Pretend, die nach Veröffentlichung am 23. Juni 1967 bereits im November 1967 zum Millionenseller avancierte und mit vier Millionen Umsatz die erfolgreichste Single der Sängerin bleiben sollte. Dabei war der Titel zunächst in England als B-Seite von Let’s Pretend im Juni 1967 erschienen, wobei die B-Seite in den USA jedoch deutlich mehr Airplay erhielt als die A-Seite. Weitere sechs Singles sowie zahlreiche LPs folgten. Dabei änderte Most ihren Stil, denn nunmehr sang sie – bis auf wenige Ausnahmen (The Boat That I Row, aufgenommen am 7. April 1967) – Pop-Balladen. Unter den Single-Hits befanden sich mit dem kommerziellen I’m A Tiger oder dem für den britischen Eurovisionsbeitrag konfektionierten Siegertitel Boom Bang-A-Bang (März 1969) die größten Erfolge. Most hat für Lulu insgesamt 39 Titel produziert.
Auch Mary Hopkin ließ von Most ihren kommerziellen britischen Eurovisionsbeitrag Knock, Knock Who’s There? produzieren, der im März 1970 auf den Markt kam und sowohl einen zweiten Platz beim Songwettbewerb als auch in den britischen Charts erringen konnte.

## Plattenlabel
Im Dezember 1969 gründete Most mit seinem Freund Peter Grant das eigene Plattenlabel RAK Records, dessen erste 27 Veröffentlichungen allesamt in die britischen Top 50 gelangten. Alleine im Jahre 1973 erreichten von 18 Veröffentlichungen 14 die Top 30. Erste Single (RAK 101) war der von Most produzierte Titel El Condor Pasa (If I Could) in der Fassung von Julie Felix aus März 1970, die, mangels Veröffentlichung des Simon & Garfunkel-Hits in Großbritannien, dort Platz 19 erringen konnte.
Zu größeren Hiterfolgen kamen danach die von Most produzieren Hot Chocolate, die im Juli 1970 mit Love Is Life (RAK 103) ihre erste Single auf den Markt brachten. Er bastelte mit ihnen an einem identifizierbaren Sound, der letztlich aus einer bluesigen Mischung aus Orgel- und Gitarrenriffs bestand. Die Erfolgsformel war gefunden, denn Brother Louie (März 1973) oder You Sexy Thing (Oktober 1975) erlangten Millionensellerstatus, aber auch It Started with a Kiss (Juni 1982) wurde zum internationalen Charterfolg. Bei RAK Records entwickelte sich fortan eine kreative Atmosphäre, die das Label zum erfolgreichsten britischen Label für Teen-Musik werden ließ.
Denn mit Nicky Chinn und Mike Chapman fand Labelinhaber Most im Juli 1971 zwei Autorentalente, die für The Sweet (ab Juli 1971), Mud (Januar 1973), Suzi Quatro (April 1973), Smokie (April 1975) oder Racey (Juni 1978) Hits am Fließband schrieben und sie meist auch selbst produzierten. Raceys Lay Your Love On Me (November 1978) wurde alleine in Großbritannien 950.000 Mal umgesetzt (weltweit 2 Millionen) und wurde damit vorerst zur umsatzstärksten Single von RAK Records. Das übertraf im März 1979 Some Girls endgültig, denn der von Most selbst produzierte Hit wurde weltweit 5 Millionen Mal verkauft. Exile (September 1976), Kim Wilde (Januar 1981) oder Johnny Hates Jazz (März 1986) waren weitere Künstler im Katalog des Labels RAK Records, das bis Februar 1988 als Label sehr erfolgreich im Markt blieb. Mickie Most hatte sein Label bereits im Jahre 1986 an EMI verkauft, blieb jedoch als Verwaltungschef.

## Tonstudios
Im November 1976 gründete Mickie Most die RAK Sound Recording Studios in St. John’s Wood, im Nordwesten Londons. Zu diesem Zweck erwarb er ein ehemaliges viktorianisches Schulgebäude nebst Kirchenhalle für 350.000 Pfund und baute sie zu Tonstudios um. Es entstanden drei Studios, in denen überwiegend die bei RAK Records unter Vertrag stehenden Künstler aufgenommen wurden, aber auch Paul McCartney oder Michael Jackson hatten die Studios gebucht. Erster Hit aus den Studios war der Titel Living Next Door to Alice von Smokie, der im November 1976 veröffentlicht wurde und eine Coverversion des ebenfalls bei RAK Records erschienenen Originals von New World (November 1972) darstellte. Fortan entstanden hier auch Nummer-eins-Hits des RAK-Labelkatalogs wie Suzi Quatro (Can The Can; März 1973), Mud (Tiger Feet; November 1973), Steve Harley & Cockney Rebel (Make Me Smile (Come Up And See Me); Januar 1975) oder Hot Chocolate (So You Win Again; Mai 1977).

## Statistik
Der parallel gegründete Musikverlag RAK Publishing hält über 3.000 Copyrights. Most hat mehr als 500 Millionen Singles und Alben mit seinen über 450 Produktionen verkauft. Sein Vermögen wurde der Sunday Times zufolge im Jahre 2002 auf 50 Millionen Pfund geschätzt, worin die Tonstudios mit sieben Millionen Pfund enthalten sind. 1995 gehörte Most zu den 500 reichsten Personen in England, sein Privathaus galt als eines der größten privaten Häuser in Großbritannien und hatte 4 Millionen Pfund gekostet. Prägend für seine Arbeitsweise war der Gedanke, dass die Komposition 90 % des Erfolges darstelle und der Erfolg in den ersten 20 Sekunden einer Produktion liege; wenn der Song dann nicht verfange, werde es kein Hit. Mickie Most hat dieses Prinzip meistens beherrscht, ohne dass jedoch seine Produktionen als formelhaft oder gar homogen einzustufen waren. Bereits 1964 wurde Mickie Most mit dem Grammy als "bester Produzent des Jahres" ausgezeichnet.
Im Jahr 2000 erkrankte Most an Krebs. Er starb schließlich am 30. Mai 2003 an Mesotheliom, einer Form von Lungenkrebs. Er wurde auf dem Friedhof Golders Green in London Borough of Barnet beigesetzt.